# قوانین تریولزیانو

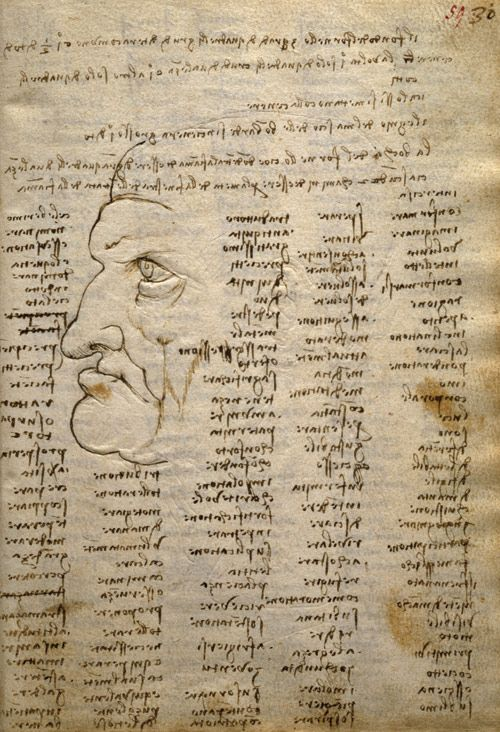
صفحه‌ای از قوانین تریولزیانو

قوانین تریولزیانو (به انگلیسی: Codex Trivulzianus) یک کتاب خطی از لئوناردو دا وینچی است که در ابتدا شامل ۶۲ برگ می‌شد اما هم‌اکنون تنها ۵۵ برگ از آن باقی‌مانده‌است. با وجود اینکه فهرست طولانی کلمات در این کتاب از منابع معتبر واژگانی و دستورزبانی گرفته شده‌است، اما سندی برای به رخ کشیدن قدرت ادبی لئوناردو می‌باشد. قوانین تریولزیانو همچنین حاوی مطالعات نظامی و ساختارهای مذهبی نیز می‌شود.
این کتاب هم‌اکنون در قصر سفورزا میلان، ایتالیا نگه‌داری می‌شود اما معمولاً در معرض دید عموم نیست.